# Indigokronet amazilie
Indigokronet amazilie (Amazilia cyanifrons) er en kolibriart, der lever i Colombia.